# San Jerónimo Almoloya
San Jerónimo Almoloya är en ort i Mexiko.   Den ligger i kommunen Cuautinchán och delstaten Puebla, i den sydöstra delen av landet, 130 km öster om huvudstaden Mexico City. San Jerónimo Almoloya ligger 2 153 meter över havet och antalet invånare är 2 482.
Terrängen runt San Jerónimo Almoloya är kuperad västerut, men österut är den platt. Runt San Jerónimo Almoloya är det ganska glesbefolkat, med 32 invånare per kvadratkilometer. Närmaste större samhälle är Amozoc de Mota, 12,2 km norr om San Jerónimo Almoloya. Trakten runt San Jerónimo Almoloya består i huvudsak av gräsmarker.